# Haniá
Haniá (görögül Χανιά, törökül خانيه, Hanya) egy város és község Kréta északi részén, Görögországban. Az azonos nevű regionális egység székhelye.

## Történelme
395–824 között, a korai keresztény időszak alatt a Bizánci Birodalom településeként Al Hanimnak nevezték. 824–961 között a Krétai Emirátushoz tartozott al-Ḵān (arabul الخان) néven, ami karavánszerájt jelent. Az arab megszállók üldözték a helyi keresztényeket. A város 961-ben ismét bizánci fennhatóság alá került, az arab nevet Haniára nevezték át, és a várost megerősítették, hogy ellenállhasson egy arab inváziónak.
1204-ben, Bizánc eleste után a negyedik keresztes háborúban Montferrati Bonifácé lett, aki eladta a velenceieknek 100 ezüst márkáért. A velenceiek uralma alatt La Canea néven virágzó kereskedelmi és mezőgazdasági központ lett. Sok fontos épület épült ekkoriban

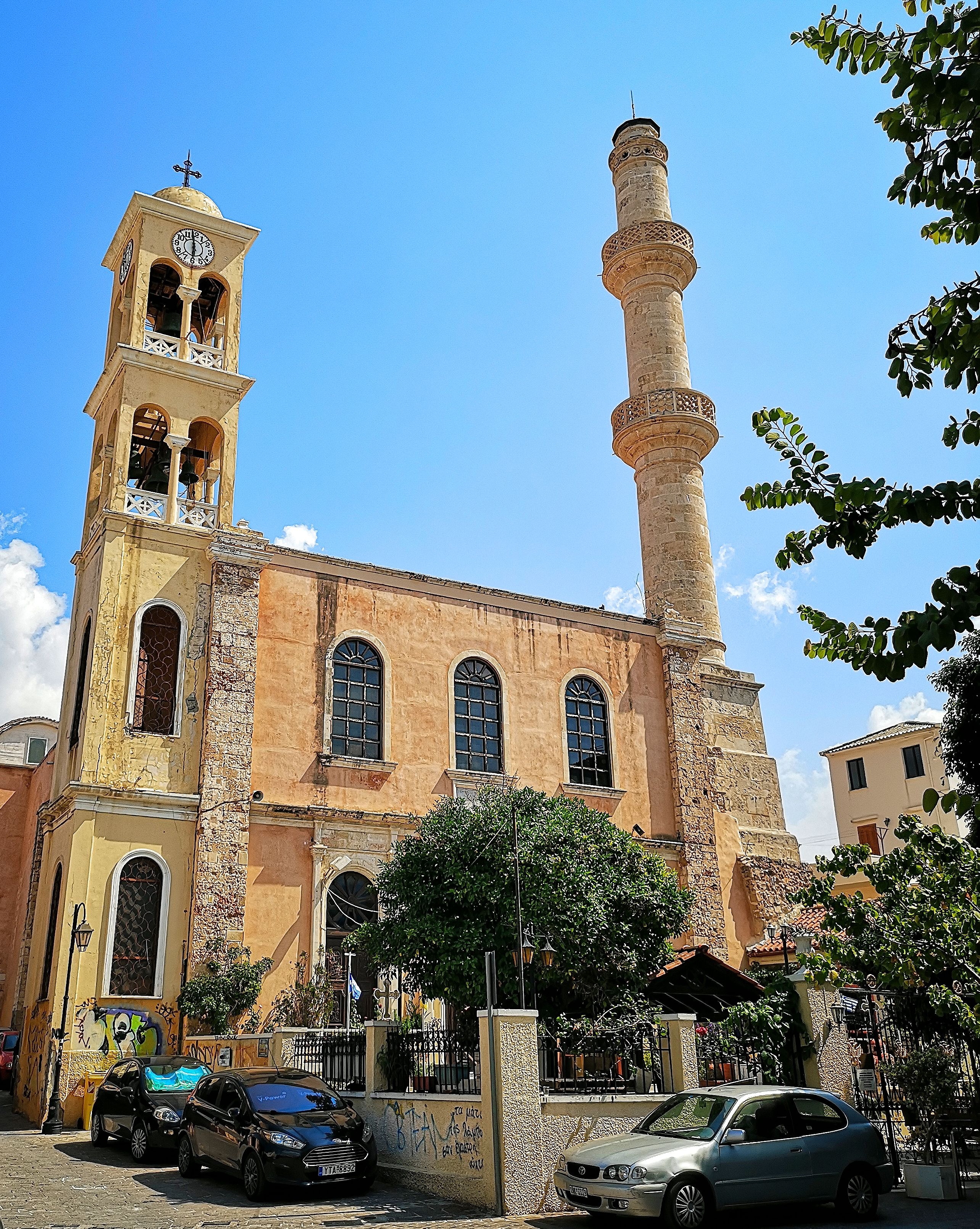
A Szent Miklós ortodox templom Haniában

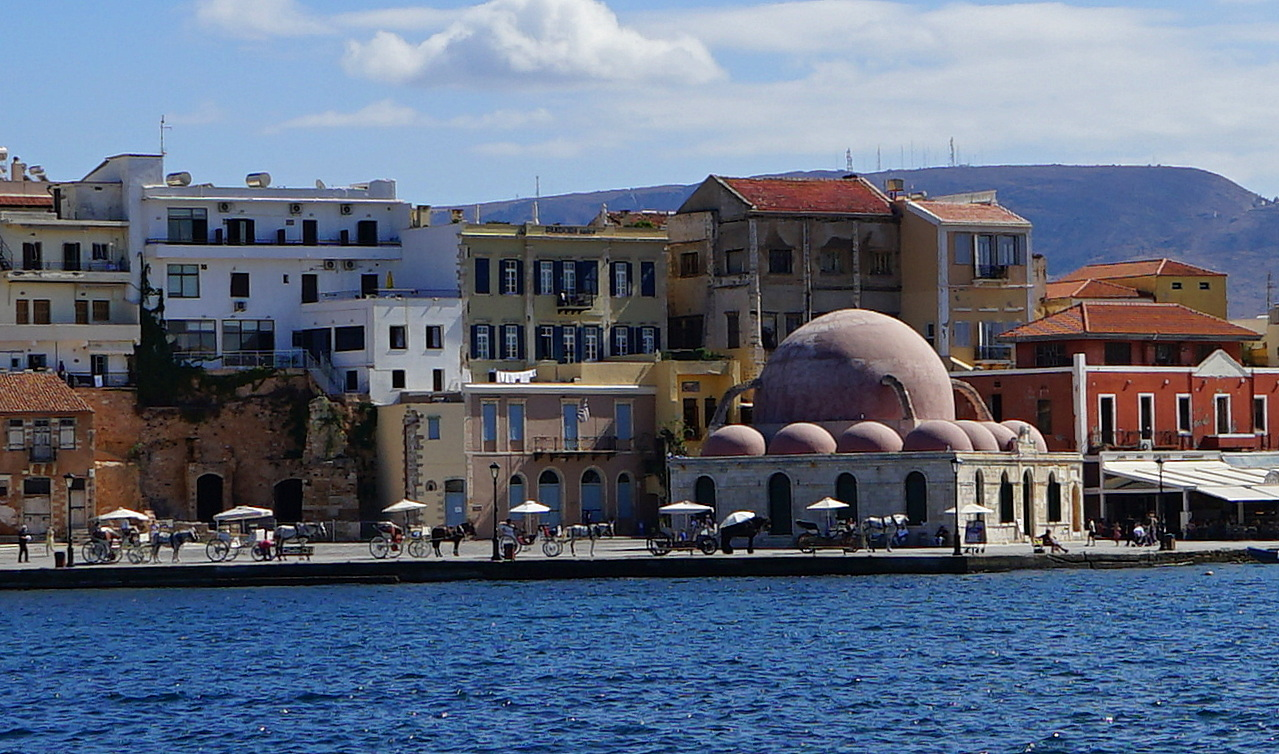
Küçük Hasan pasa mecsetje a kikötőben (jobbra)

1645-ben, a kandiai háború elején a törökök két hónapos ostrom után elfoglalták. A törökök körülbelül 40 000 katonát vesztettek. A várost átnevezték Hanya (خانیه) névre. Később a templomok mecsetekké váltak, a Szent Miklós-templomból Hünkar Camısı mecset lett. A török lakók főként a keleti negyedben, Kastelliben és Splantzia városrészekben éltek. 
1821-ben a görögök konfliktusba keveredtek a törökökkel, sokan megsebesültek mindkét oldalon, főleg muszlimok. A török fürdők és szökőkutak népszerűek lettek a lakosság körében: megépült Küçük Hasan pasa mecsetje a kikötő közelében.
Az 1821–1831 közötti görög szabadságharc, az 1866–1869-es krétai felkelés és az 1878-as krétai felkelés során török kézen maradt.
1878-ban az európai nagyhatalmak által létrehozott  új Krétai Állam fővárosa lett. A muszlim lakosság jelentős részét megölték vagy a Oszmán Birodalom területére toloncolták.
Kréta 1913. december 1-jén egyesült Görögországgal.

### A második világháborúban
A második világháborúban a német csapatok elfoglalták Haniá városát. Haniá déli részén lévő hegyen légvédelem működött, amik addig lőtték a németeket, míg ki nem fogytak a lőszerből. A görög király, II. György a villájában maradt, egy falu mellett, Haníán kívül, majd Egyiptomba szökött. A város egy részét lebombázták. A németek 1944-ben adták föl Kréta szigetét, a zsidó lakosságot elszállították onnan. Az őket szállító hajót, a Tanaist egy angol torpedó véletlenül elsüllyesztette.    

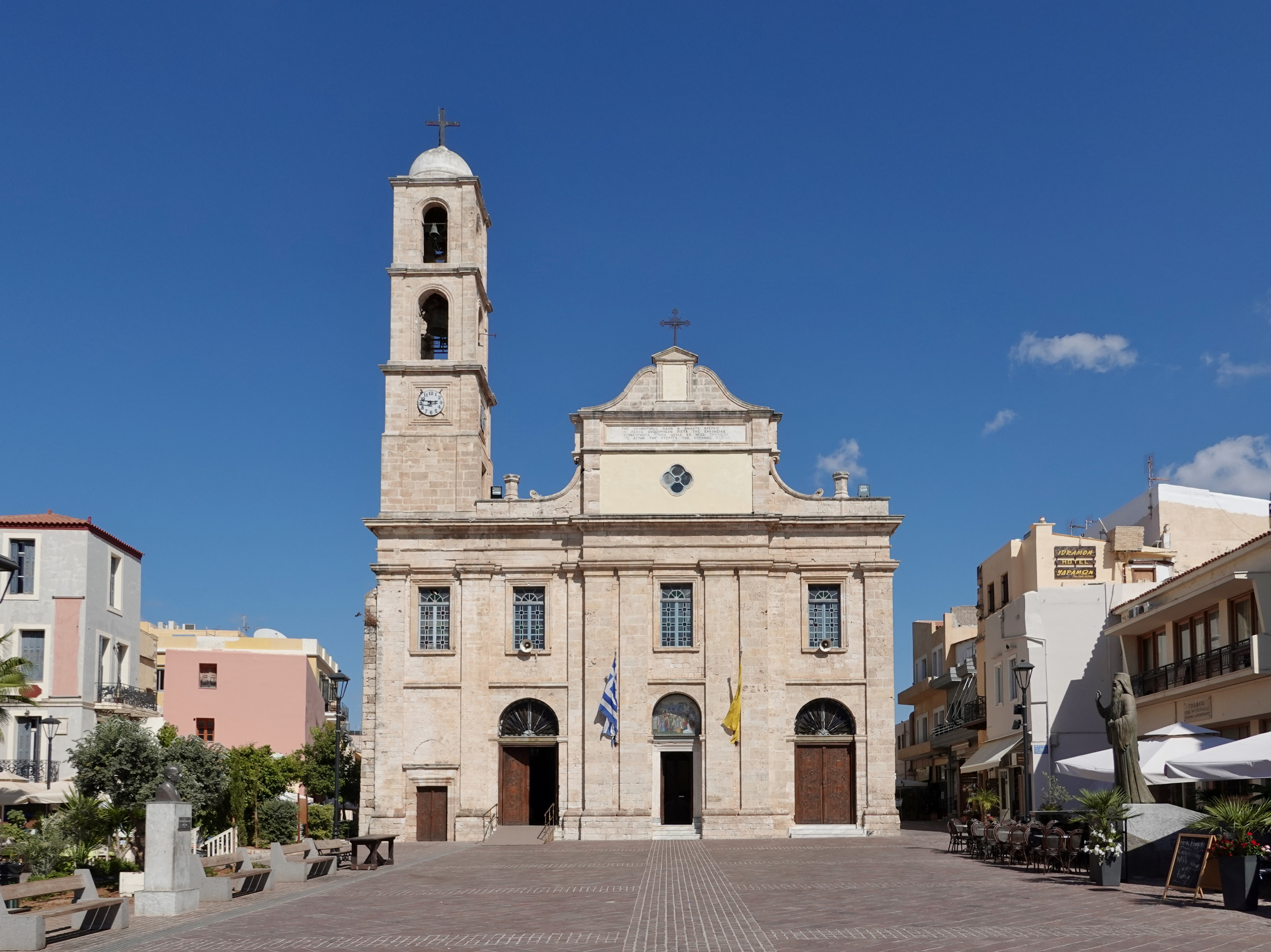
A Szűz Mária bemutatása ortodox katedrális

## Testvérvárosok
- Páfosz, Ciprus
- Wellington, Új-Zéland
- Zsolna, Szlovákia

## Fordítás
Ez a szócikk részben vagy egészben  a   Chania című angol Wikipédia-szócikk ezen változatának fordításán alapul.  Az eredeti cikk szerkesztőit annak laptörténete sorolja fel. Ez a jelzés csupán a megfogalmazás eredetét és a szerzői jogokat jelzi, nem szolgál a cikkben szereplő információk forrásmegjelöléseként.

## Külső hivatkozások
- Hivatalos honlap (görögül)